# James B. Adams (professeur)
James B. Adams est professeur et président de l'Université d'État de l'Arizona (ASU), où il dirige le programme de recherche d'autisme et du syndrome d'Asperger, bien qu'il ait enseigné l'ingénierie chimique et celle des matériaux à l'origine.
Adams a également un poste au Southwest College of Natural Medicine. Il est président de la Société d'autisme du Grand Phénix, coprésident du comité consultatif scientifique de l'Autism Research Institute, et a reçu l'Autism Service Award du chapitre Grand Phénix de l'Autism Society of America,. Il a été présenté à Dateline NBC et a reçu un Prix présidentiel pour jeunes chercheurs de la Fondation nationale des sciences des mains président George Bush en 1996,.

## Éducation
Adams est titulaire d'une licence de l'Université de Duke en physique (1984), d'une maîtrise (1986) et d'un doctorat (1987) en génie des matériaux de l'Université de Wisconsin-Madison.

## Carrière professionnelle
Adams était auparavant un assistant, puis un associé, professeur d'ingénierie à l'Université de l'Illinois à Urbana-Champaign de 1989 à 1996, ce qui en fait un professeur associé à ASU. Il est devenu professeur titulaire en 1998.

## Recherche

### Ingénierie
L'équipe d'Adams ASU travaille dans le domaine de l'informatique et de la science des matériaux, en étudiant le traitement des semi-conducteurs et les revêtements idéaux pour les outils utilisés pour le traitement de l'aluminium en utilisant des simulations informatiques, ainsi que des cellules de film mince de silicium. En 2012, il a été élu membre de l'ASM International – The Materials Information Society.

### Autisme
Adams soutient l'hypothèse selon laquelle les métaux lourds, en particulier le cadmium et le mercure, peuvent jouer un rôle dans la pathogenèse de l'autisme, et a défendu le traitement avec chélation et pioglitazone,,,,. En outre, Adams soutient que les niveaux élevés de testostérone sont liés à l'épuisement du glutathion, qui entraîne à son tour une susceptibilité accrue aux métaux toxiques, citant une étude publiée par Simon Baron-Cohen, qui contient « de grands défauts logiques et factiques » selon certains experts en autisme. Adams était au conseil consultatif scientifique de l'International Academy of Oral Medicine and Toxicology (Académie Internationale de Médecine Orale et de Toxicologie), un groupe qui soutient les dangers prétendus de l'amalgame dentaire malgré des preuves au contraire. Adams affirme également que les enfants autistes ont un besoin plus important de certaines vitamines et minéraux.
En 2019, Adams et un groupe de chercheurs ont publié une étude affirmant que la thérapie de transfert de microbiote (MTT) a un grand succès avec les personnes autistes,.

## Polémiques
Dans une interview de NBC News en 2006, Adams a noté que l'acrodinie, une condition qui a affligé les enfants il y a environ cent ans, a été causée par des poudres contenant du mercure et que « les symptômes de l'acrodinie étaient assez semblables aux symptômes de l'autisme ». Cependant, plusieurs sources, dont un article publié dans le magazine médical Pediatrics, ont observé des différences importantes entre les symptômes de l'intoxication au mercure et ceux de l'autisme.
En 2016, Adams a été critiqué pour avoir publié une annonce du très controversé film anti-vaccin Vaxxed sur l'une des pages Facebook officielles de l'ASU. Plus tard, Adams a édité son post pour inclure un avis selon lequel le film "ne représente qu'un aspect de la controverse autour du vaccin MMR", et a admis qu'il ne l'avait pas vraiment vu. Plus tard, il a complètement supprimé le post à la demande de l'ASU, mais a continué à promouvoir ce film dans ses fonctions de président de la Autism Society of Greater Phoenix. Tout en refusant de se décrire comme « anti-vaccin », Adams a dit à un journaliste qu’il croyait que les vaccins, dans des « cas rares », peuvent provoquer l’autisme, malgré une accumulation de preuves scientifiques du contraire sur plus de 20 ans.

## Vie personnelle
Adams et sa femme, Marie, ont trois enfants,. Elle s'est intéressée à l'autisme lorsque sa fille, Kim, a été diagnostiquée en 1994 ; elle a déclaré qu'elle soupçonnait que cela était dû à ses vaccins et a cessé de la vacciner après son diagnostic d'autisme.

## Publications sélectionnées

### Ingénierie
- Yang SH, Drabold DA, Adams JB, Ordejón P, Glassford K, « Density functional studies of small platinum clusters », Journal of Physics: Condensed Matter, vol. 9, no 5,‎ 1997, L39–L45 (DOI 10.1088/0953-8984/9/5/002)
- Siegel D, Hector L, Adams J, « Adhesion, atomic structure, and bonding at the Al(111)/α-Al2O3(0001) interface: A first principles study », Physical Review B, vol. 65, no 8,‎ 2002, p. 085415 (DOI 10.1103/PhysRevB.65.085415, Bibcode 2002PhRvB..65h5415S)

### Autisme
- Adams JB, Romdalvik J, Ramanujam VM, Legator MS, « Mercury, lead, and zinc in baby teeth of children with autism versus controls », Journal of Toxicology and Environmental Health. Part A, vol. 70, no 12,‎ juin 2007, p. 1046–51 (PMID 17497416, DOI 10.1080/15287390601172080, S2CID 7867468)
- Geier DA, Kern JK, Garver CR, Adams JB, Audhya T, Nataf R, Geier MR, « Biomarkers of environmental toxicity and susceptibility in autism », Journal of the Neurological Sciences, vol. 280, nos 1–2,‎ mai 2009, p. 101–8 (PMID 18817931, DOI 10.1016/j.jns.2008.08.021, S2CID 13266081)
- Adams JB, Johansen LJ, Powell LD, Quig D, Rubin RA, « Gastrointestinal flora and gastrointestinal status in children with autism--comparisons to typical children and correlation with autism severity », BMC Gastroenterology, vol. 11,‎ mars 2011, p. 22 (PMID 21410934, PMCID 3072352, DOI 10.1186/1471-230X-11-22)
- Kang DW, Park JG, Ilhan ZE, Wallstrom G, Labaer J, Adams JB, Krajmalnik-Brown R, « Reduced incidence of Prevotella and other fermenters in intestinal microflora of autistic children », PLOS ONE, vol. 8, no 7,‎ 2013, e68322 (PMID 23844187, PMCID 3700858, DOI 10.1371/journal.pone.0068322, Bibcode 2013PLoSO...868322K)